# وستروس
شهر وستروس (به سوئدی: Västerås) در ناحیه شهری وستروس در کشور سوئد واقع شده است. جمعیت این شهر (برپایه سرشماری سال ۲۰۱۹)، ۱۲۷٬۷۹۹ نفر است.

## نگارخانه

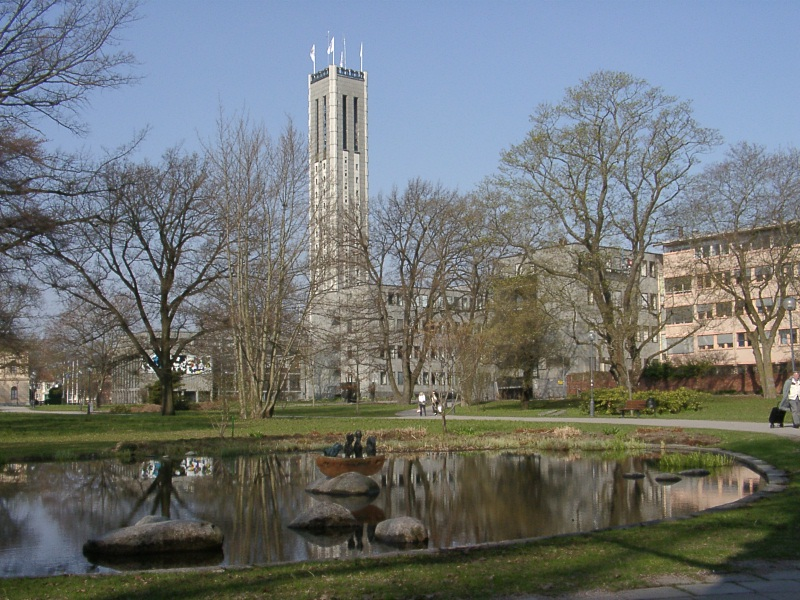
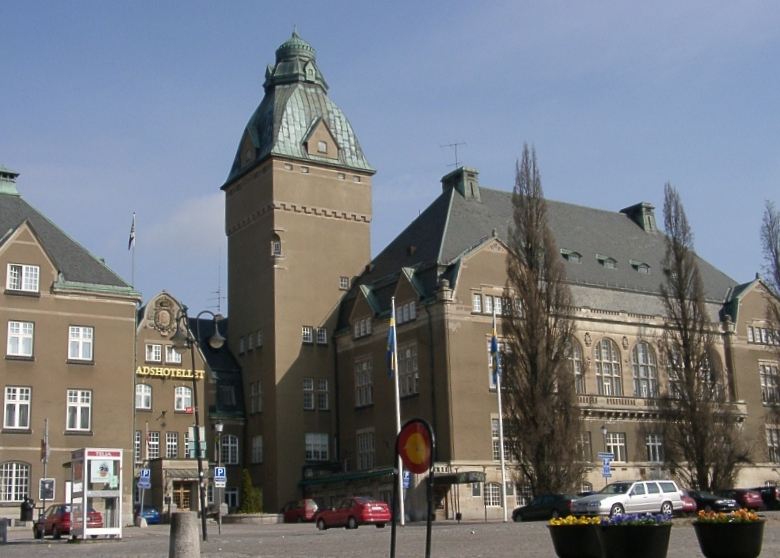
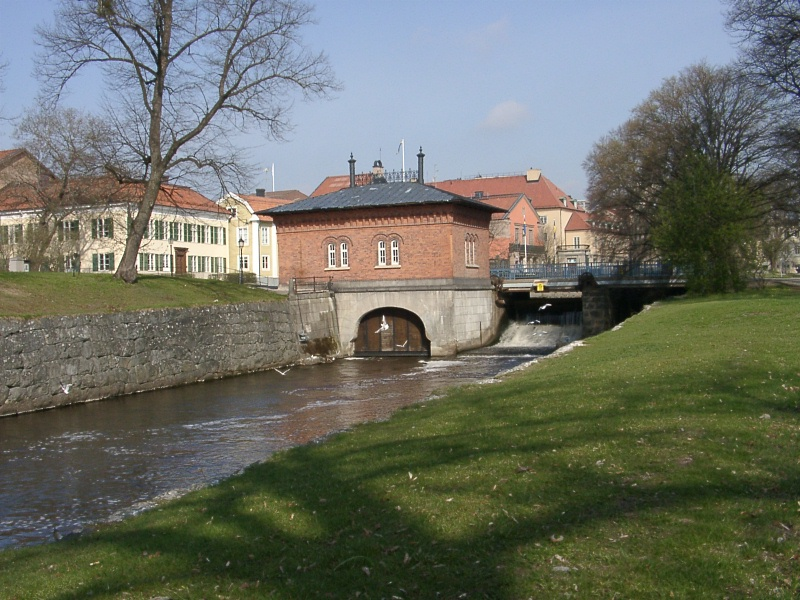
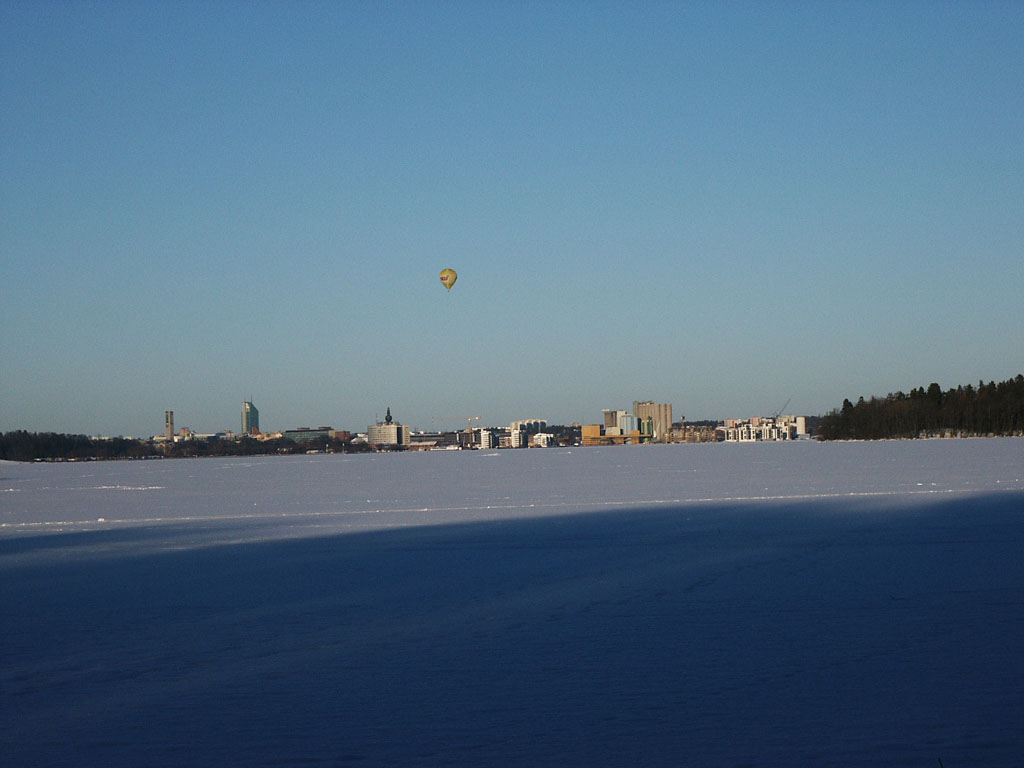
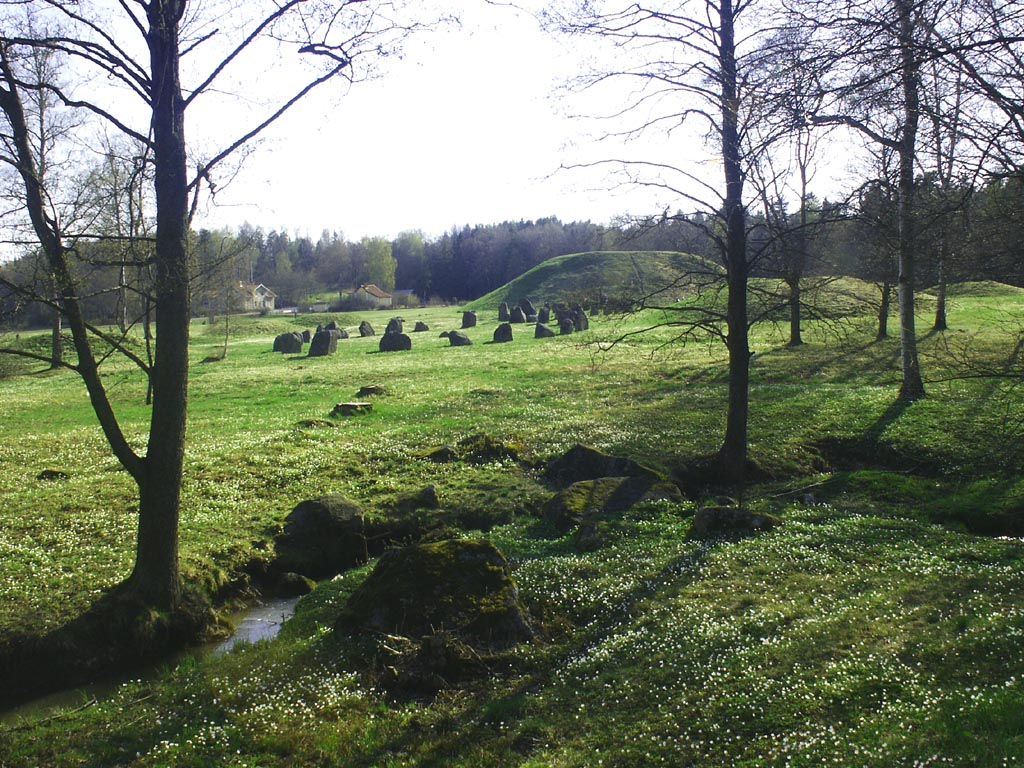
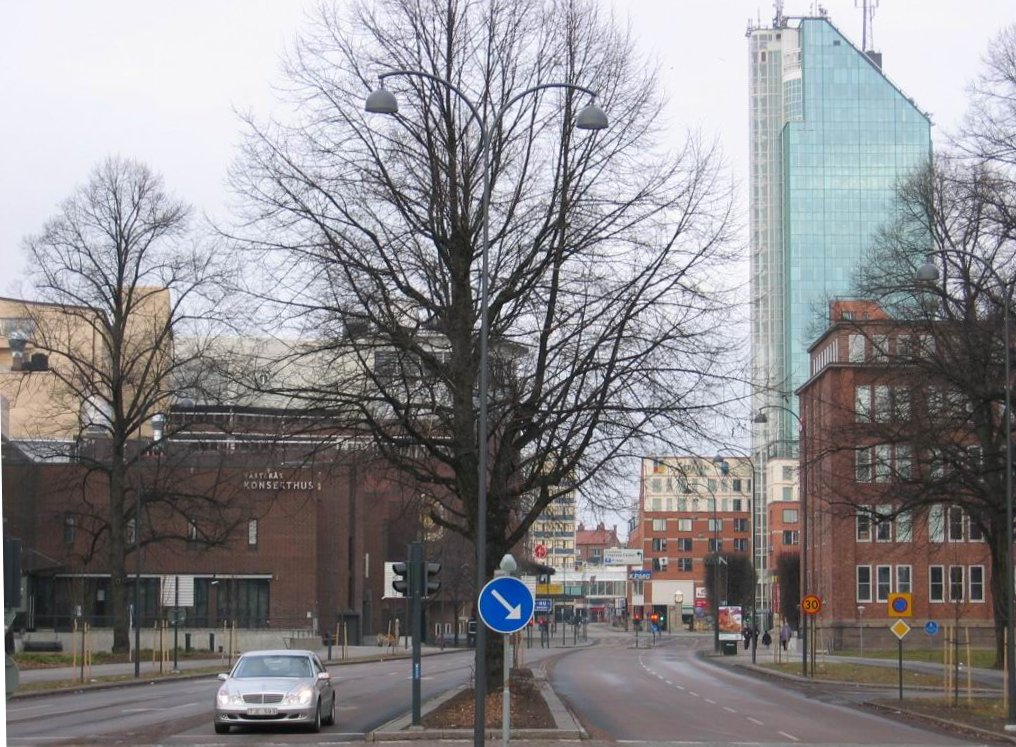
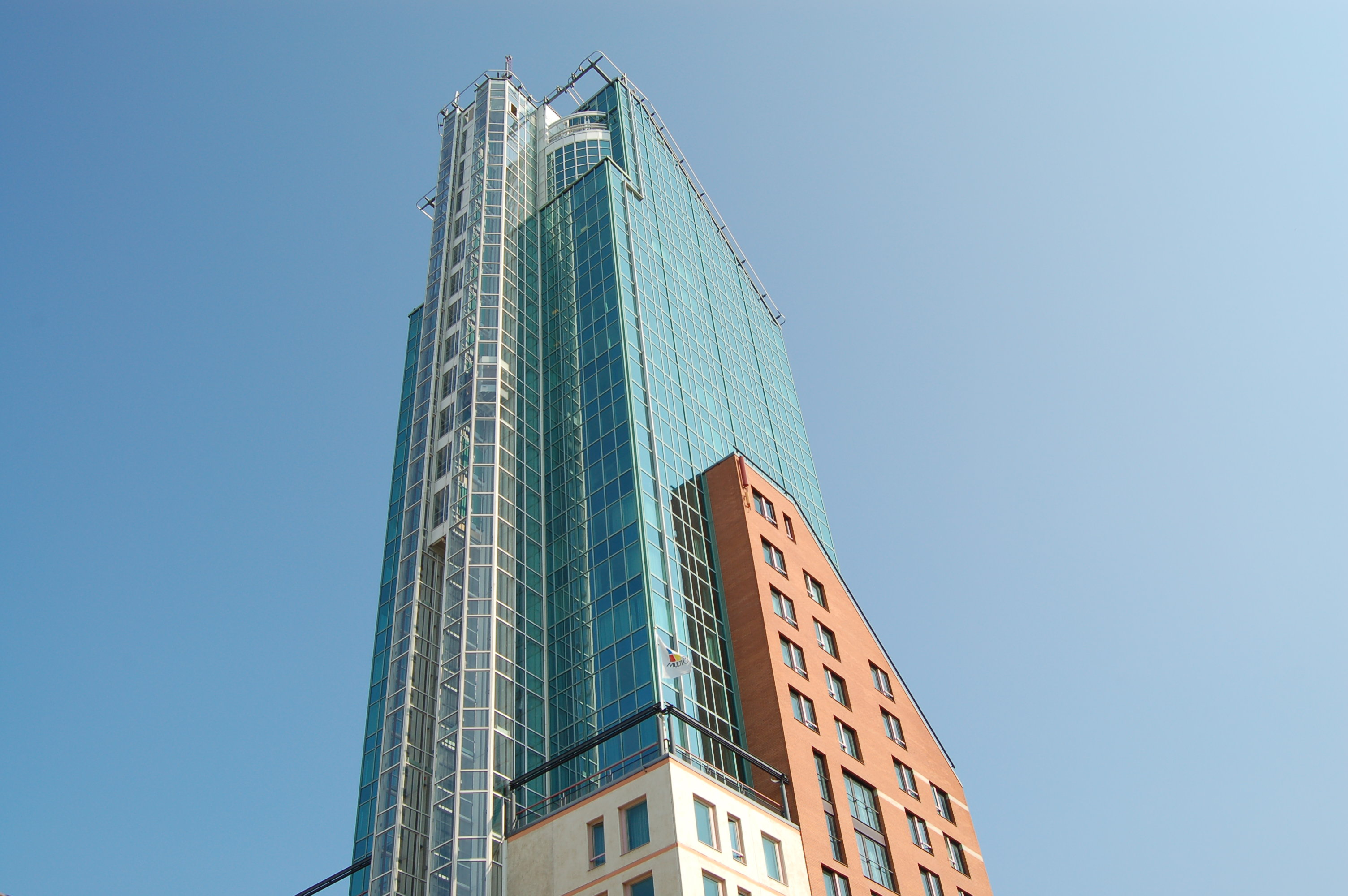
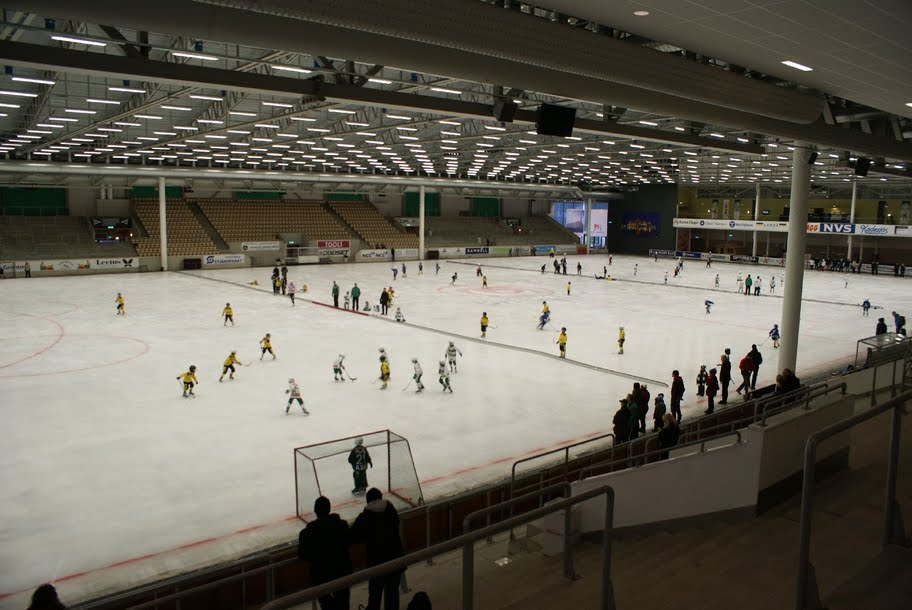